# Metropolia łódzka
Metropolia łódzka – jedna z 14 metropolii obrządku łacińskiego w polskim Kościele katolickim ustanowiona 24 lutego 2004.

## Diecezje wchodzące w skład metropolii
- Archidiecezja łódzka
- Diecezja łowicka

## Biskupi metropolii

### Biskupi diecezjalni
- Metropolita: ks. kard. Grzegorz Ryś (od 2017) (Łódź)
- Biskup sufragan: ks. bp Wojciech Osial (od 2024) (Łowicz)

### Biskupi pomocniczy
- ks. bp Marek Marczak (od 2015) (Łódź)
- ks. bp Piotr Kleszcz OFMConv (od 2024) (Łódź)
- ks. bp Zbigniew Wołkowicz (od 2024) (Łódź)

### Biskupi seniorzy
- ks. abp Władysław Ziółek (od 2012) (Łódź)
- ks. bp Andrzej Dziuba (od 2024) (Łowicz)
- ks. bp Ireneusz Pękalski (od 2025) (Łódź)

## Główne świątynie metropolii
- Archikatedra łódzka
- Katedra łowicka